# Scopelosaurus gibbsi
Scopelosaurus gibbsi is een  straalvinnige vissensoort uit de familie van papierbeenvissen (Notosudidae). De wetenschappelijke naam van de soort is voor het eerst geldig gepubliceerd in 1976 door Bertelsen, Krefft & Marshall.
De soort staat op de Rode Lijst van de IUCN als niet bedreigd, beoordelingsjaar 2009.